# Hodgenville
Hodgenville est une ville de 4e classe du comté de LaRue dans le Kentucky, aux États-Unis. Elle est le siège de son comté.
Elle est incluse dans la région métropolitaine de Elizabethtown–Fort Knox qui regroupe 155 000 habitants[Quand ?].

## À noter
Abraham Lincoln, le 16e président des États-Unis, est né dans une ferme proche à l'époque où la ville n'était pas encore incorporée.

## Source
- (en) Cet article est partiellement ou en totalité issu de l’article de Wikipédia en anglais intitulé « Hodgenville, Kentucky » (voir la liste des auteurs).